# R&B 2 rue
 (janvier 2022).
Si vous disposez d'ouvrages ou d'articles de référence ou si vous connaissez des sites web de qualité traitant du thème abordé ici, merci de compléter l'article en donnant les références utiles à sa vérifiabilité et en les liant à la section « Notes et références ».
R&B 2 Rue est le deuxième album du chanteur Matt Houston sorti en 2001.

## Liste des titres
1. Soriane Houston (intro)
2. Aftershow avec Ill
3. Dans la peau d'un dealer
4. R&B 2 rue[1]
5. J'croyais en toi avec K-fear et Fredo
6. West Indies
7. La d'où tu es
8. Cherry Lane
9. Elles
10. Cendrillon du ghetto[2] avec Lord Kossity
11. Cybersex
12. 12/0013 avec Def Bond
13. Le Prix à payer avec Kayna Samet

## Ventes
Il s'agit de l'album le plus vendu du chanteur à ce jour. Il devient disque de platine avec plus de 580 000 exemplaires vendus.
Le single du même nom se vend à plus de 700 000 exemplaires vendus.

## Classements
| Pays          | Meilleure position | Semaines classées |
| ------------- | ------------------ | ----------------- |
| France        | 7                  | 60                |
| Belgique (Fr) | 8                  | 24                |
| Suisse        | 73                 | 9                 |

## Récompense
L'album est récompensé aux Victoires de la musique pour la catégorie RnB en 2002.